# Hironobu Haga
Hironobu Haga (japanisch 芳賀 博信 Haga Hironobu; * 21. Dezember 1982 in der Präfektur Miyagi) ist ein ehemaliger japanischer Fußballspieler.

## Karriere
Haga erlernte das Fußballspielen in der Schulmannschaft der Sendai Ikuei High School und der Universitätsmannschaft der Sendai-Universität. Seinen ersten Vertrag unterschrieb er 2004 bei den JEF United Ichihara (heute: JEF United Chiba). Der Verein spielte in der höchsten Liga des Landes, der J1 League. 2006 wechselte er zum Zweitligisten Consadole Sapporo. 2007 wurde er mit dem Verein Meister der J2 League und stieg in die J1 League auf. Am Ende der Saison 2008 stieg der Verein in die J2 League ab. Am Ende der Saison 2011 stieg der Verein wieder in die J1 League auf. Für den Verein absolvierte er 210 Ligaspiele. Ende 2012 beendete er seine Karriere als Fußballspieler.

## Erfolge
JEF United Chiba
- J.League Cup: 2005